# Schmolke Carbon
Schmolke Carbon ist ein 1992 in Konstanz am Bodensee (Baden-Württemberg) von Stefan Schmolke gegründetes Unternehmen. Es stellt Teile aus kohlenstofffaserverstärktem Kunststoff („Carbon“, KFK) her, unter anderem Lenker und Sattelstützen für Fahrräder.
Seit 2003, als Jan Ullrich mit dem Schmolke Carbon-Lenker die Tour de France auf dem zweiten Platz beendete und der Lenker sich als einziger Fahrradlenker aus KFK gegen Alulenker in Testreihen behaupten konnte, konzentriert sich Stefan Schmolke ausschließlich auf sein Unternehmen. Der Lenker ist als Schmolke Carbon im Rennradsport bekannt.

## Geschichte
In seiner Jugend begann Stefan Schmolke zusammen mit seinem Bruder Matthias aktiv Rennen zu fahren. Seine sportliche Leidenschaft und sein dadurch entstandenes technisches Interesse am Leichtbau bewogen ihn zu einem Maschinenbau-Studiengang und einer entsprechenden Studienarbeit unter Dipl.-Ing. Hans Christian Smolik. Gegen Ende seines Studiums eröffnete er 1989 mit seinem Bruder ein Radgeschäft mit dem Schwerpunkt „High-End-Produkte“.
Abgeschlossen wurde das Studium 1992 mit dem Thema: „Neue Werkstoffe und der Theorie eines Carbon Rennlenkers“. Ein Jahr später hatte Stefan Schmolke bereits die ersten fahrbaren Lenker hergestellt. Somit war er vor über 25 Jahren der Erste, der Rennradlenker aus Carbon fertigte. 1992 gründete er die Firma Schmolke Carbon.
Um seine Erfahrungen im Leichtbau zu vertiefen, arbeitete Stefan Schmolke nach seinem Studium zunächst hauptberuflich in einem Konstruktionsbüro, das unter anderem für Luft- und Raumfahrthersteller wie
Airbus Group arbeitete. Nebenbei verbesserte er weiterhin seine Carbonlenker. Es dauerte keine zwei Jahre, bis die Lenker so begehrt waren, dass die Fertigungskapazität überschritten wurden.

## Sportliches Engagement
- Ausstatter von Sabine Spitz
- Ausstatter von Gunn-Rita Dahle Flesjå
- Hauptsponsor vom Schmolke Carbon Cup
- Ausstatter von Jan Frodeno (2008)